# Гондерсхаузен
Гондерсхаузен (нем. Gondershausen) — община в Германии, в земле Рейнланд-Пфальц. 
Входит в состав района Рейн-Хунсрюк. Подчиняется управлению Эммельсхаузен.  Население составляет 1276 человек (на 31 декабря 2010 года). Занимает площадь 13,45 км².